# John Eidelber Cano
John Eidelber Cano Correa, conosciuto anche come Johnny Cano, Flechas o Santiago (16 dicembre 1963), è un criminale narcotrafficante colombiano ed uno dei personaggi più influenti del cartello di Norte del Valle.
Correa, considerato uno degli uomini più violenti e sanguinari al soldo del boss Diego Montoya, alias Don Diego, è il braccio destro di Hernando Gómez Bustamante. Le sue zone di influenza sono Cartago, Obando, Cali e Bogotà.
Prima dell'arresto lo si considerava socio e stretto collaboratore di altri importanti personaggi del cartello, come Jaime Maya Duran (alias Alejandro), Orlando Sabogal Zuluaga (alias El Mono), Jose Aldemar Rendon (alias Mechas ed esperto nel riciclaggio di denaro sporco) e Dagoberto Florez Rios (alias Chuma).

## Arresto
Fu arrestato il 15 luglio 2005, quando 4 elicotteri e 30 uomini di un commando della polizia colombiana si presentarono nel suo ranch di Jardin Caceres, nella Valle del Cauca. Solo una delle tre guardie del corpo di Correa reagì, sparando alcuni colpi di pistola verso gli elicotteri i quali risposero con una raffica di mitragliatore. Per arrivare alla villa del boss, il commando, con l'aiuto degli elicotteri, aveva dovuto eliminare diversi posti di blocco organizzati dai guerriglieri del gruppo di Johnny Cano. Il boss, infatti, era protetto dai Las Acun, un gruppo paramilitare di circa 200 uomini operante nelle zone rurali di San José del Palmar e nelle zone limitrofe al Cañón de Garrapatas.
La richiesta di estradizione per Cano era già giunta dagli Stati Uniti nel settembre del 2003.